# فولس باس
فولس باس (بالإنجليزية: False Pass, Alaska) هي مدينة تقع في ولاية ألاسكا في الولايات المتحدة. تبلغ مساحة هذه المدينة 176.8 (كم²)، وترتفع عن سطح البحر 9 م، بلغ عدد سكانها نسمة في عام 2010 حسب إحصاء مكتب تعداد الولايات المتحدة.

## وصلات خارجية
- City Website نسخة محفوظة 30 مارس 2013 على موقع واي باك مشين.
- Community Information نسخة محفوظة 24 فبراير 2014 على موقع واي باك مشين.